# Martin Jankowski
Martin Jankowski (*1965 em Greifswald) é um escritor alemão.

## Vida
Cresceu em Gotha e participou, nos anos 1980, como poeta e músico, do movimento de oposição ao regime da DDR em Leipzig. Além de canções, poemas, contos e ensaios, publicou também textos dramáticos, crítica literária e um romance. Jankowski vive em Berlim. Desde 2000, trabalha, como autor e curador, para diversos museus e projetos de arte internacionais; entre eles a Coleção Berggruen e o Museu Dahlem. Na primavera de 2003, foi leitor convidado da Neue Deutsche Literatur [Nova literatura alemã] na Unviersitas Indonesia e de 2001 a 2004, se encarregou da organização do Internationale Literaturfestival Berlin [Festival Internacional de Literatura de Berlim]. Até 2010, esteve sob sua responsabilidade a Programmsparte Specials [Seção Especial do Programa] deste festival. Em 2003 e 2004, foi presidente do Deutsch-Indonesische Kulturinstitut [Instituto Cultural Indonésia-Alemanha] em Berlim e é, desde 2004, anfitrião do Salão Literário em Kollwitzplatz para a revista literária ndl. Desde 2005, está à frente da Berliner Literarische Aktion [Ação Literária Berlinense]. Em 2006, recebeu o Alfred-Döblin-Stipenium [a bolsa Alfred-Döblin] da Deutsche Akademie der Künste [Academia Alemã de Arte] e realizou, sob incumbência da Fundação IndonesiaTera e da Embaixada Alemã, viagens de leitura através da Indonésia (em 2008 e 2010 a convite do Goethe Institut). De 2007 a 2010, foi convidado do Salão literário Mitte in Berlins Scheuneviertel. A partir de 2012, organiza também o Literatursalon Karlshorst [Salão literário Karlshort]. Jankowski atua ocasionalmente como diretor teatral e editor. Em 2011 dirigiu o Jakarta Berlim Festival.

## Obra
- Rabet oder Das Verschwinden einer Himmelsrichtung. [Rabet ou o sumiço de um ponto cardeal]. Roman [Romance]. Via verbis, München 1999, ISBN 3-933902-03-7.
- Seifenblasenmaschine – Berliner Szenen. [Máquina de fazer bolas de sabão – Cenas berlinenses] Erzählungen und Short Storys [Narrativas e contos]. Schwartzkopff Buchwerke, Hamburg-Berlin 2005, ISBN 3-937738-32-0.
- Indonesisches Sekundenbuch. Gedichte [O livro indonésio dos segundos. Poemas.] bilíngue (indonésio-alemão)], traduzido por Katrin Bandel, adaptação para o indonésio de Dorothea Rosa Herliany, acompanhado do texto de Goenawan Mohamad. Indonesiatera, Magelang (Java) 2006, ISBN 92-97750-01-X.
- Mäuse [Ratos]. Novela. In: Schöner Lesen Nr. 53. SuKuLTuR Verlag, Berlin 2006, ISBN 3-937737-60-X.
- Der Tag, der Deutschland veränderte – 9. Oktober 1989. [O dia que mudou a Alemanha – 9 de outubro de 1989] Ensaio. In: Schriftenreihe des Sächsischen Landesbeauftragten für die Stasiunterlangen. Nr. 7, Leipzig 2007, ISBN 978-3-374-02506-0.
- U(DYS)TOPIA – das Auftauchen von Mythen, Märchen und Legenden in der Gegenwart, [U(DIS)TOPIA] – o surgimento de mitos, contos de fadas e lendas na atualidade] Alemão, inglês e indonésio. Edição e ensaios de Martin Jankowski, Regiospectra Verlag, Berlin 2010, ISBN 978-3-940132-14-7.
- Jakarta Berlin, [Jacarta Berlim] Alemão e inglês. Edição, ensaios e fotos de Martin Jankowski, Regiospectra Verlag, Berlin 2011, ISBN 978-3-940132-28-4.
- sekundenbuch - gedichte & gesänge.' [livro dos segundos – poemas e canções] Leipziger Literaturverlag, Leipzig 2012, ISBN 978-3-86660-144-4.
- Indonesien lesen - Notizen zu Literatur und Gesellschaft. [Ler a Indonésia – Notas sobre literatura e sociedade. Ensaios e conversações. Regiospectra Verlag, Berlin 2014, ISBN 978-3-940132-66-6.
- kosmonautenwalzer. Poems, artist book with graphic illustrations by Wienke Treblin, MLB 108, aphaia publishing, Berlin 2014.
- sasakananas INDONESIEN MATERIAL. Poems & notes. Leipziger Literaturverlag, Leipzig 2015, ISBN 978-3-86660-197-0.

## Prêmios e distinções
- open mike 1993
- Autorenstipendium der Stiftung Kulturfonds 1996 [Bolsa para autores da Fundação Fundos de Cultura]
- Arbeitsstipendium des Berliner Senats 1997 [Bolsa de criação do Senado Berlinense]
- Jahrespreis für Literaturwissenschaft und Geistesgeschichte der DVLG 1998 [Prêmio do ano de ciência da literatura e história do espírito da DVLG].
- Alfred Döblin Stipendium der deutschen Akademie der Künste 2006 [Bolsa Alfred Döblin da Academia Alemã de Arte]
- Arbeitsstipendium des Berliner Senats 2007 [Bolsa do Senado Berlinense]
- Kulturaustauschstipendium des Berliner Senats 2008 [Bolsa de intercâmbio cultural do Senado Berlinense].
- Literaturpreis der Berliner V.Baum-Stiftung (für das lyrische Lebenswerk) 2013 [Prêmio literário da Fundação Berlinense V. Baum (pela obra poética)][1]

## Sobre o trabalho do autor
- Frank Thomas Grub: ‚Wende‘ und ‚Einheit‘ im Spiegel der deutschsprachigen Literatur. [Transição e unidade no espelho da literatura de língua alemã] (5.3.7. ff). de Gruyter, Berlin-New York 2003.
- Janet L. Grant: Post-Prenzlauer Berg. In: Exberliner. Nr. 53. Berlin 2007.
- Kürschners Deutscher Literaturkalender. K.G. Saur Verlag, Berlin 2006/2007.